# Deutz D-05

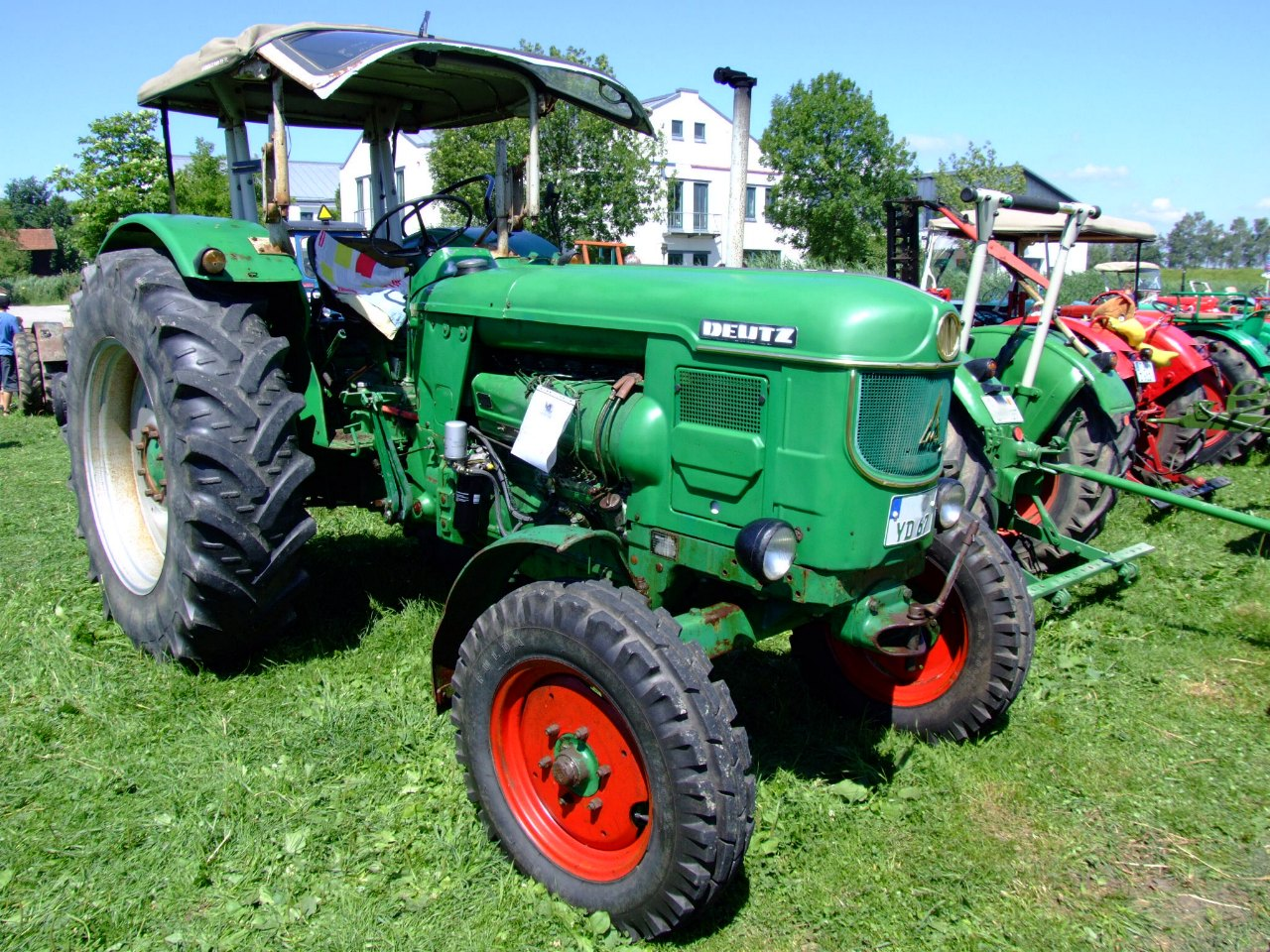
Ein Deutz D 8005, Baujahr 1965

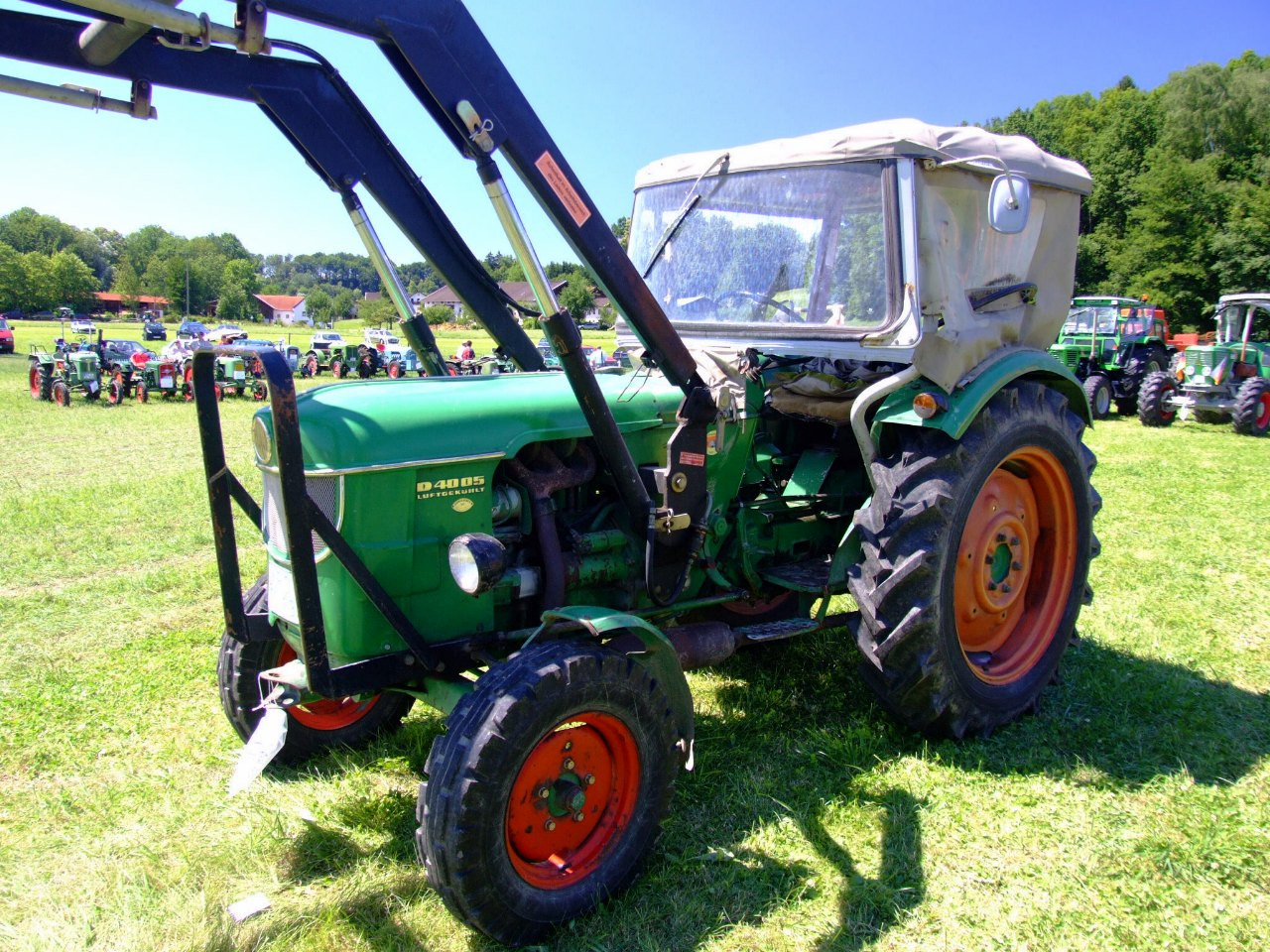
Ein Deutz D 4005, Baujahr 1965 mit Fritzmeier-Verdeck

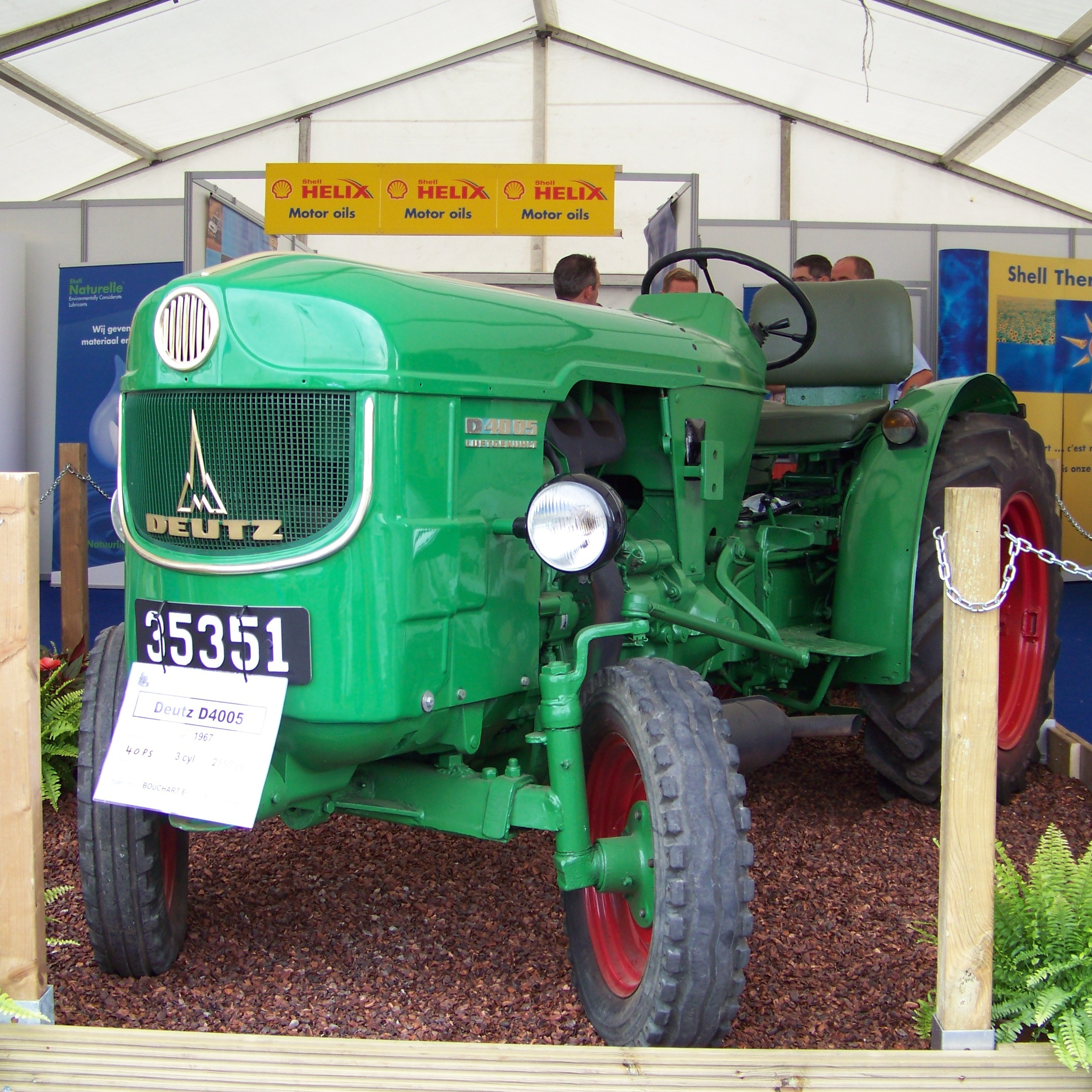
Ein Deutz D 4005 P (Plantagen-Ausführung), Baujahr 1967

Die Deutz D-05-Reihe war eine Baureihe von Traktoren der Klöckner-Humboldt-Deutz AG aus Köln.
Nachdem Anfang der 1960er Jahre die Modelle D 15, D 25, D 30, D 40 und D 50 der D-Serie sehr erfolgreich verkauft wurden, stellte Deutz 1964 die Typenbezeichnung auf vier Ziffern um. Technisch und optisch waren diese Traktoren den Vorgängern sehr ähnlich. Die Getriebe wurden bei einigen Typen weitgehend übernommen; genau wie die bei den späten D-Serien eingebauten Motoren der Baureihe FL812, allerdings als FL812S (beim 4 Zylinder mit Massenausgleichswellen).
Größtes Modell war der Typ D 9005A, der von einem 6-Zylinder-Direkteinspritzer-Dieselmotor angetrieben wurde. Zusammen mit dem kleineren D 6005 mit 4-Zylinder-Motor war er 1967 der Vorläufer der 1968 vorgestellten Baureihe D-06.

## Typen
Folgende Typen gab es in der Baureihe D-05 (Die Zahl vor der „05“ in der Typenbezeichnung gibt die ungefähre Leistung des Traktors in PS an):
| Typ    | Zylinderzahl | Bauzeit                                                    | Bemerkung                                        |
| ------ | ------------ | ---------------------------------------------------------- | ------------------------------------------------ |
| D 2505 | 2            | 1965–1967                                                  |                                                  |
| D 3005 | 2            | 1965–1967                                                  |                                                  |
| D 4005 | 3            | 1965–1967                                                  | Auch als Schmalspurausführung D 4005 P angeboten |
| D 4505 | 3            | 1965–1967                                                  |                                                  |
| D 5005 | 4            | 1965–1966 (6/2-Gang-Getriebe) und 1967 (8/4-Gang-Getriebe) |                                                  |
| D 5505 | 4            | 1965–1966                                                  | ZF-Getriebe                                      |
| D 6005 | 4            | 1967                                                       | Direkteinspritzer, auch als Allrad               |
| D 8005 | 6            | 1965–1966                                                  | ZF Getriebe, auch als Allrad                     |
| D 9005 | 6            | 1967                                                       | Direkteinspritzer, auch als Allrad               |

Die Traktoren der Baureihe D-05 wurden häufig mit dem Fritzmeier-Wetterverdeck ausgeliefert. Auch Baas-Frontlader wurden oft als zusätzliches Anbaugerät bestellt.